# Clara Bewick Colby
Clara Dorothy Bewick Colby (Gloucester, 1 de agosto de 1846 – 7 de setembro de 1916) foi uma conferencista anglo-americana, editora de jornal e correspondente internacional, ativista dos direitos das mulheres e líder sufragista. Nascida na Inglaterra, mudou-se para os Estados Unidos, onde frequentou a universidade e casou-se com o ex-general da Guerra Civil Americana e mais tarde, assistente do procurador-geral dos Estados Unidos, Leonard Wright Colby. Em 1883, ela fundou The Woman's Tribune em Beatrice, Nebraska, transferindo-o três anos depois para Washington, DC; tornou-se a principal publicação de sufrágio feminino do país. Ela era uma defensora da paz e participou da grande conferência de paz em São Francisco durante a exposição. Ela também falou em nome dos soldados da Guerra Espanhola. Durante a Guerra Hispano-Americana (1898), ela foi oficialmente nomeada correspondente de guerra, a primeira mulher a ser assim reconhecida.
Além de sufragista e editora de jornais, Colby era conferencista, intérprete de Walt Whitman e escritora. Foi delegada do Congresso Internacional de Mulheres (Londres, Inglaterra, 1899); delegado pelo governador para representar Oregon no Primeiro Congresso Internacional de Educação Moral (Londres, 1908); e um delegado ao Primeiro Congresso Internacional da Paz (Londres, 1911). Ela atuou como vice-presidente da Nebraska Woman Suffrage Association, desde sua formação, 1881–1883; e presidente, 1883-1909. Ela era secretária correspondente da Associação Federal de Sufrágio dos Estados Unidos. Colby escreveu artigos de revistas para Arena, Harper's Bazaar, Overland, Englishwoman e outros. Foi correspondente de jornal da União Internacional da Paz, Associação Nacional de Imprensa da Mulher, Associação de Imprensa Feminina de Oregon, Centro de Pensamento Superior (Londres), Liga da Liberdade da Mulher, Liga Nacional de Reforma Política e International Woman's Franchise Club (Londres). Ela frequentemente compareceu perante as legislaturas estaduais e comitês do Congresso em nome do sufrágio feminino; ela também ajudou o sufrágio feminino na Inglaterra.

## Família, educação e desenvolvimento intelectual

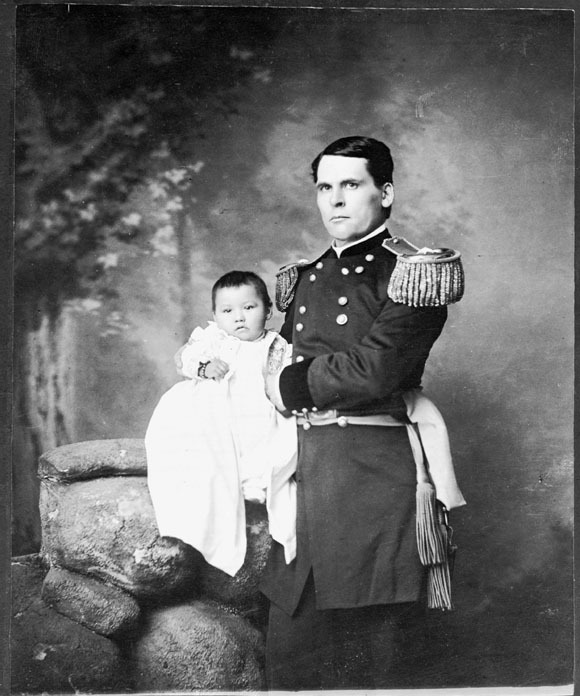
Retrato do General LW Colby, do estado de Nebraska, segurando um bebê, Zintkala Nuni, que foi encontrado em Dakota do Sul, 1890

Colby nasceu em Gloucester, na Inglaterra, em 1846. Ela é filha de Thomas e Clara Willingham (Chilton) Bewick. A família morou perto de Windsor, Wisconsin, quando Colby tinha oito anos de idade. Sendo parte de uma família numerosa, ela teve poucas oportunidades de frequentar o distrito escolar, mas seu pai incentivou e ajudou seus filhos a estudar nas noites de inverno, e assim ela se preparou para dar aulas em escolas do interior. O avô de Colby, Thomas Bewick, foi um notável naturalista e gravador.
Aos dezenove anos, Colby foi para Madison, Wisconsin, para morar com seus avós, Stephen Chilton e Clara Medhurst Willingham Chilton. Aqui ela entrou na Universidade de Wisconsin-Madison, então em sua infância, que estava lutando com a coeducação. Ela exerceu uma influência marcante em garantir a admissão de mulheres na universidade e a adoção dos princípios de coeducação em Wisconsin. Ela se formou em 1869 como oradora da turma e Phi Beta Kappa na primeira turma de mulheres formadas na escola. De imediato, tornou-se professora de história e latim na instituição, enquanto cursava a pós-graduação. Ela se casou com Leonard Wright Colby, graduado pela mesma universidade, em junho de 1871, e mudou-se para Beatrice no ano seguinte, onde foi eleito para o Senado do Estado de Nebraska. Em meio às dificuldades da vida de pioneira em um novo lugar, a jovem esposa achou os cuidados da família absorventes, mas seu gosto pelo estudo, seu amor pela literatura e seu desejo natural de melhorar as condições ao seu redor a levaram a criar uma biblioteca de conteúdo livre em 1873.

## Ativista

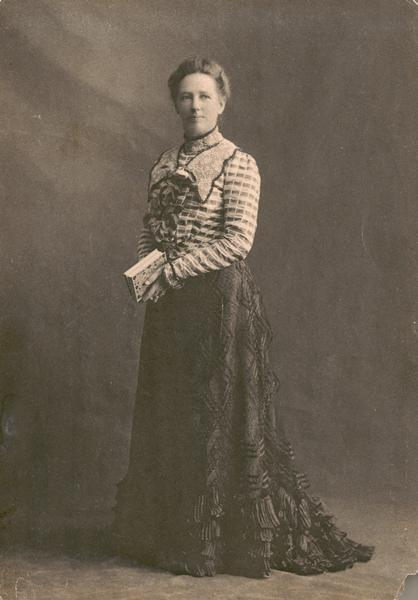
Clara Bewick Colby, registros da década de 1880

Colby editou um departamento no Beatrice Express chamado "Woman's Work" e, em 1883, fundou, gerenciou e editou The Woman's Tribune. Por vários anos, ela se interessou profundamente pelo movimento pela emancipação da mulher, dedicando seu diário à defesa dessa reforma. The Woman's Tribune ganhou o prêmio na Exposição de Paris em 1900 por sua limpeza e aparência de trabalho, e ocupou um lugar importante na história da causa sufragista, sendo por um tempo o órgão reconhecido da Associação Nacional do Sufrágio Feminino. Contemporânea e amiga de Elizabeth Cady Stanton, Susan B. Anthony e Dra. Mary Edwards Walker, Colby fez palestras extensivas não apenas para o público em geral, mas também para comitês legislativos e do Congresso. Em 1888, na época do grande Conselho Internacional de Mulheres em Washington, DC Colby publicou o Tribune diariamente durante a semana do conselho, e continuou através da Convenção do Sufrágio Feminino na semana seguinte. É provavelmente a primeira vez que um jornal diário feminino é publicado por uma mulher.  Durante o período de 1885–1898, ela trabalhou como presidente da Nebraska Woman Suffrage Association, e em 1895, ela exerceu o cargo de presidente do Federal Suffrage Committee. Ela falou em nome dos soldados da Guerra Hispano-Americana (1898); durante a Guerra Hispano-Americana, foi oficialmente nomeada correspondente de guerra, a primeira mulher a ser assim reconhecida. Ela também foi uma defensora da paz na Exposição Internacional Panamá-Pacífico em São Francisco, na Califórnia, em 1915.

## Palestrante e autora

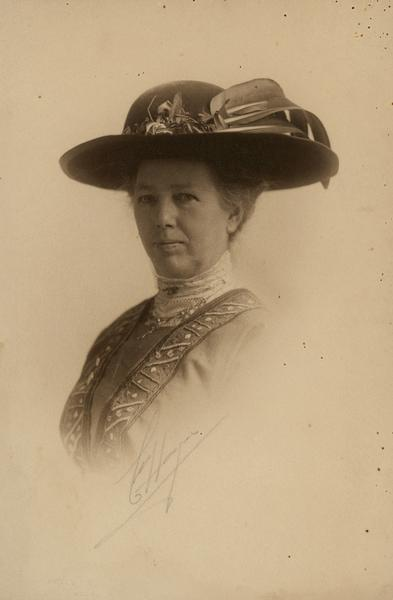
Clara Bewick Colby, registros da década de 1880

Com interesse na espiritualidade esotérica, Colby foi uma colaboradora de Stanton's em The Woman's Bible (1895). Colby deu aulas extensivamente em quase todos os estados dos Estados Unidos, bem como na Inglaterra, Irlanda e Escócia, e também deu palestras em Budapeste e outros lugares na Europa. Participou da maioria das grandes campanhas de sufrágio realizadas nos diferentes estados no esforço de garantir o direito de voto pelo voto dos eleitores. Ela fez sua casa em Oregon por um tempo, participando de várias campanhas de sufrágio daquele estado. Em 1899, ela participou do Grande Conselho Internacional de Mulheres, realizado em Londres. Enquanto estava lá, Colby conheceu muitos ilustres trabalhadores do sufrágio. Foi delegada do Congresso Internacional de Educação Moral (Londres, 1908) e, no mesmo ano, da International Women Suffrage Alliance (Amsterdã). Desde o fim do Tribune em 1909 até 1912, um tempo considerável foi gasto na Inglaterra ajudando as sufragistas inglesas em sua luta pela justiça e conhecendo muitos reformadores ingleses proeminentes. De suas experiências na Inglaterra, ela publicou, de tempos em tempos, suas histórias no Washington Herald. Entre outras obras, ela preparou um livro intitulado "The History of London" (inédito), que foi preservado por sua irmã, Dra. Mary B. White, de Palo Alto, Califórnia. De 1911 a 1913, ela trabalhou como delegada no Congresso Internacional de Raças (Londres, 1911); Convenção Internacional do Sufrágio Feminino (Budapeste, 1913); e a Conferência Internacional de Paz (Haia, 1913). Durante os invernos de 1913-15, Colby deu aulas em Washington sobre tópicos como:
- "Delia Blanchflower", o novo romance de sufrágio feminino de Mary Augusta Ward
- "Áustria-Hungria, sua história e condições"
- "Florença Rouxinol"
- "Mulheres na Construção da América"
- "O Trabalho da Mulher na Ficção Inglês"
- "Bohemia, e a queima de John Hus"
- "Eurípides, e seus tipos de mulheres gregas"
- "O Leão com Sete Dardos na Pata."
- "Hroswitha que escreveu dramas há mil anos; e mulheres dos mosteiros"
- "Fanny Burney e Dr. Johnson"
- "Rudolph Eucken, e o novo idealismo religioso"

## Vida pessoal
Clara casou-se com Leonard em 1872 e transladaram-se a Beatrice, em Nebraska. Embora nunca tenham tido filhos próprios, adotaram um menino, Clarence (nascido em 1882), em 1885 de um Orphan Train. Em 1891, Leonard voltou para casa da Batalha de Wounded Knee com um bebê Sioux, Zintkala Nuni (Pássaro Perdido) e a adotou; Clara estava ausente neste momento, dando palestras sobre questões de sufrágio. Leonard partiu com a babá de Lost Bird, e os Colbys se divorciaram em 1906. Lost Bird permaneceu sob os cuidados de Clara, mas foi mandado para Indian Boarding Schools até os 17 anos. Congregacionalista ao longo da vida, Colby, no entanto, tinha interesse no movimento espiritual do Novo Pensamento; ela atuou como uma liderança honorária na International New Thought Alliance. Sua saúde piorou em seus últimos anos, e Colby morreu na casa de sua irmã em Palo Alto em 1916 de pneumonia e miocardite. Suas cinzas foram enterradas em sua cidade natal de infância de Windsor.